# Stefano Porcari
Stefano Porcari (* Anfang des 15. Jahrhunderts in Rom; † 9. Januar 1453 ebenda) war ein römischer Politiker und Renaissance-Humanist. Bekannt wurde er durch einen Aufstandsversuch gegen Papst Nikolaus V. und gegen das päpstliche Herrschaftssystem im Kirchenstaat mit dem Ziel, in Rom eine republikanische Verfassung einzuführen.

## Leben

### Herkunft und politische Tätigkeit
Stefano Porcari entstammte einer alten und angesehenen römischen Familie und erhielt in seiner Jugend eine humanistische Ausbildung. Er verehrte Cicero, der für ihn die Verkörperung aller großen antiken römischen Tugenden war. Er hatte die Möglichkeit zum vertieften Studium der römischen Republik und wurde deren glühender Bewunderer. Nachdem er nach Florenz gegangen war, wurde er dort dank der Protektion von Papst Martin V. zweimal in Folge (1427 und 1428) zum „capitano del popolo“ gewählt. Von dort unternahm er Reisen nach Deutschland und Frankreich.
Nach seiner Rückkehr nach Italien (1430) hatte er verschiedene öffentliche Ämter in mehreren italienischen Städten inne: 1432 war er Podestà von Bologna, 1434 von Siena, 1435 von Orvieto und war außerdem Gouverneur der Festung von Trani. In den letzten Jahren des Pontifikats von Eugen IV., der nach seiner Vertreibung im Jahre 1434 erst kurz zuvor wieder in Rom aufgenommen worden war, kehrte auch er in die Stadt zurück. Nach dessen Tod rief Porcari vor der Wahl des neuen Pontifex (gewählt wurde schließlich der Kardinal Parentucelli zum Papst Nikolaus V.) seine Mitbürger mehrmals dazu auf, die Herrschaft der Päpste in der Stadt und im Kirchenstaat zu stürzen und ein Regime nach dem ruhmvollen Vorbild der römischen Republik der Antike zu errichten.

### Exil in Bologna
Papst Nikolaus V. wusste zwar von Porcaris Machenschaften, doch er vergab ihm und entfernte ihn lediglich aus Rom, indem er ihn mit verschiedenen Aufträgen betraute. 1448 wurde Porcari sogar zum Rektor der Provinz Campagna e Marittima ernannt; er ließ sich für einige Zeit in Ferentino nieder. Neuerliche Aktivitäten Porcaris, vermutlich aus Anlass der in Rom bevorstehenden Kaiserkrönung Friedrichs III., veranlassten den Papst, den Unruhestifter nach Bologna zu verbannen, wo er besser überwacht werden konnte. Porcari konnte sich zwar innerhalb der Stadtmauern frei bewegen, durfte aber die Stadt ohne Genehmigung der örtlichen Behörden nicht verlassen und hatte auf den ausdrücklichen Befehl des Kardinals Bessarion (seit 1450 päpstlicher Legat in der Stadt) sich täglich bei diesem zu melden. Doch in den letzten Dezembertagen des Jahres 1452 gelang es Stefano Porcari der strengen Überwachung in Bologna zu entkommen und nach Rom zu fliehen.

### Verschwörung und Tod

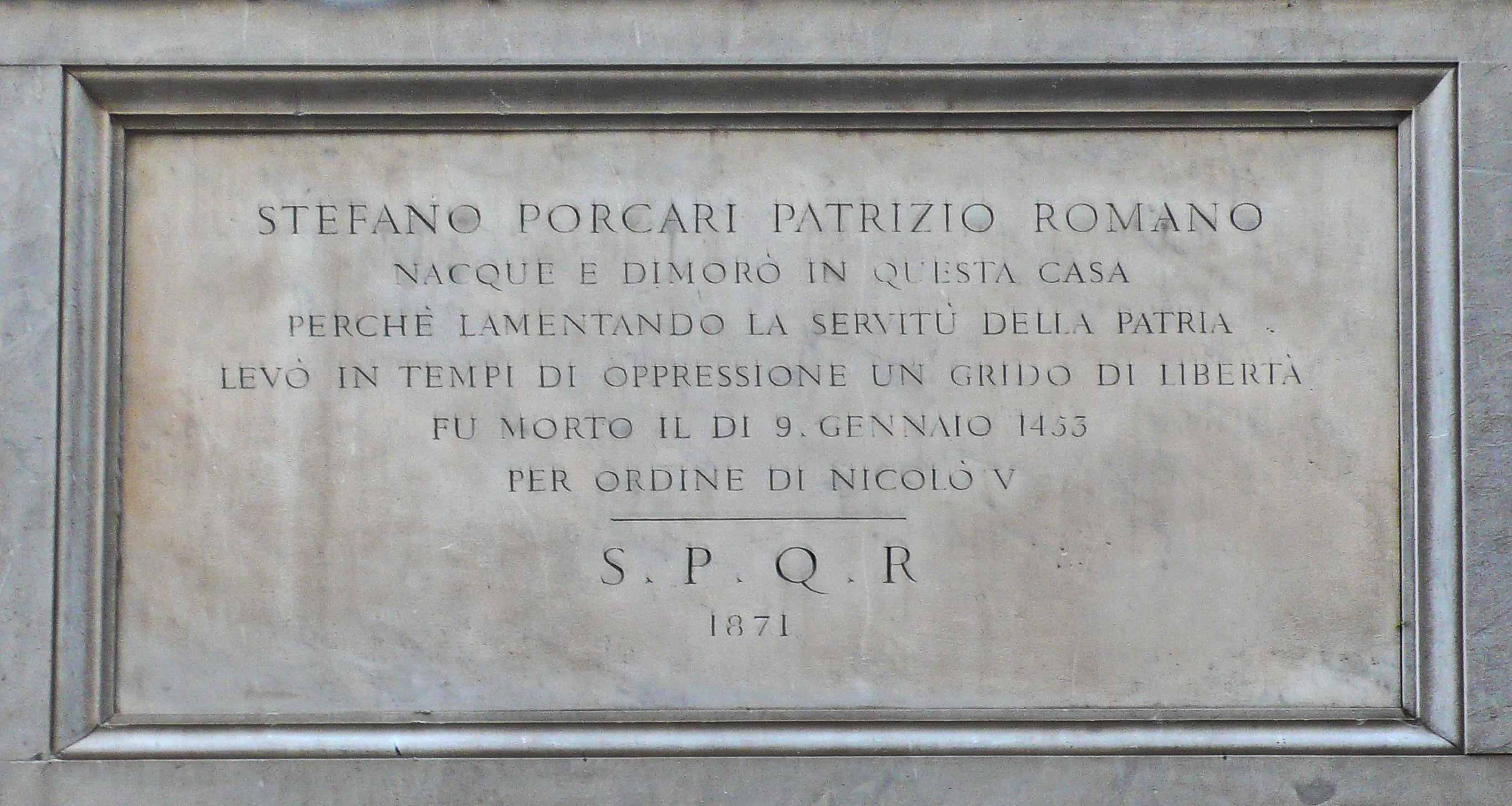
Gedenktafel für Stefano Porcari im Vicolo delle Ceste

In Rom fand Porcari bei seinem Schwager Angelo Masi Zuflucht, der in der Organisation eines Aufstands gegen die päpstliche Herrschaft eine aktive Rolle übernahm. Man plante, in einem Handstreich die Engelsburg zu besetzen, die Römer zum Aufstand zu rufen und nach der Gefangennahme des Papstes und der höchsten Würdenträger des Staates die Republik zu proklamieren. Stefano Porcari sollte sich dann wie schon sein Vorbild Cola di Rienzo zum Tribun aufschwingen. Sie begannen mit der Anwerbung von Söldnern und nahmen Kontakt mit Sympathisanten auf: der Aufstand sollte wenige Tage später, am 6. Januar 1453, während der Feierlichkeiten zu Epiphanias losschlagen. Am Vorabend der Erhebung konnte Porcari mit beträchtlicher Unterstützung rechnen: mit rund 300 Söldnern und 400 Freiwilligen.
Unterdessen hatte Papst Nikolaus V. durch Kardinal Bessarione vom Verschwinden des Verbannten erfahren und angeordnet, Porcaris Haus und die seiner Vertrauten und engsten Freunde zu durchsuchen. So wurden die Aufständischen entdeckt und ausgeschaltet, bevor sie am 6. Januar in Aktion treten konnten. Porcari konnte zunächst entkommen, doch er wurde einen Tag, nachdem er vergeblich versucht hatte, im Haus des Kardinals Latino Orsini Zuflucht zu finden, verhaftet. Er wurde vor Gericht gestellt, verurteilt und am 9. Januar 1453 zusammen mit einigen anderen Verschworenen in der Engelsburg gehängt. Sein Tod wurde vom römischen Volk gleichgültig aufgenommen.

## Werke
Aus der Zeit seines Aufenthalts in Florenz (1427–1428) sind 16 Ansprachen überliefert, mit denen sich Porcari als capitano del popolo jedes Mal an die Bürgerschaft oder deren Vertreter wandte, wenn es ihm angebracht schien (zumeist aus Anlass eines bedeutsamen Ereignisses). Sie behandeln eine Vielfalt von Themen, von der guten Regierungsführung der Stadt über die Vorteile der republikanischen Regierungsform bis hin zur Frage, ob es sinnvoll sei, zur Verteidigung der Stadt Söldnertruppen anzuwerben, oder nicht.
Der Stil dieser Reden verleugnet zwar nicht die Gelehrsamkeit ihres Verfassers, wird aber nie affektiert. Zahlreich sind die Zitate, v. a. lateinischer Autoren von Livius bis zu Vergil mit einer deutlichen Vorliebe für Cicero. Unter den Griechen wird einzig Aristoteles wiederholt zitiert. Von manchen Historikern werden die Reden allerdings nicht Porcari, sondern Buonaccorso da Montemagno zugeschrieben.